# Autotreno DRG 877
L'autotreno 877 della Deutsche Reichsbahn-Gesellschaft, noto come Amburghese Volante (Fliegender Hamburger), è stato il primo treno veloce a trazione diesel-elettrica in servizio ferroviario regolare in Germania e, al suo tempo, il più veloce del mondo della categoria. Il treno entrò in servizio tra Berlino e Amburgo nel 1933.

## Caratteristiche
L'Amburghese Volante era un convoglio costituito da due unità con cabina di guida alle due estremità e compartimento viaggiatori. Venne commissionato alla WUMAG (Waggon- und Maschinenbau AG) di Görlitz da parte delle Deutsche Reichsbahn Gesellschaft nel 1932 ed entrò in servizio nel 1933.
La sua conformazione era stata studiata con l'aiuto della galleria del vento, la struttura era molto leggera e la trasmissione adottata era quella elettrica. Ciascuna delle due unità era dotata di un motore Diesel a 12 cilindri di costruzione Maybach a cui era collegato direttamente un generatore di corrente continua; questa veniva utilizzata per alimentare il motore di trazione. I due motori fornivano complessivamente la potenza di 604 kW.
La frenatura era ad aria compressa di costruzione tedesca Knorr integrata da una di tipo elettromagnetico che lo metteva in grado di arrestarsi entro 800 m alla velocità di 160 km/h.
Il convoglio offriva 98 posti a sedere complessivamente nei due comparti a salone e quattro posti nel vano buffet. L'Amburghese volante fu il prototipo su cui venne sviluppata più tardi la serie di treni DRG BR SVT 137, denominati Hamburg, Leipzig, Köln e Berlin.
Come segno di esclusività, venne dotato di una livrea crema e viola simile a quella del Rheingold Express.
Il successo di tale progetto spinse il governo a sviluppare il Treno Henschel-Wegmann che offrì prestazioni simili sulla direttrice ferroviaria Berlino-Dresda.
Dal 15 maggio 1933, il treno collegò regolarmente Berlino (Lehrter Bahnhof) e Amburgo (Hamburg Hauptbahnhof) coprendo i 286 km in 138 minuti alla sbalorditiva (per allora) velocità media di 124 km/h. In Germania tale media venne raggiunta e superata solo 65 anni dopo dagli ICE, tra le due città, nel 1997.
Il treno fu accantonato durante la seconda guerra mondiale in conseguenza dell'uso militare dei carburanti. In seguito all'occupazione alleata venne confiscato ed usato in Francia fino al 1949. La Deutsche Bundesbahn lo rimise in servizio dopo il 1957 come VT 04 000 con una livrea rossa e un allestimento più semplice.